# Un personatge genial
Un personatge genial (títol original: Local Hero) és una pel·lícula escocesa de Bill Forsyth estrenada l'any 1983. Ha estat doblada al català.

## Argument
MacIntyre, americà (que té un nom escocès perquè els seus pares, originaris d'Hongria i immigrats als Estats Units, pensaven que MacIntyre era americà quan van canviar de nom) solter que viu bé, amb una casa i un Porsche, ha d'anar a Escòcia per ordre del seu patró, cap de Knox Oil que vol construir una fàbrica petroquímica en una platja del país.
Mac i un col·lega han de negociar amb els habitants que, si accepten, no tindran res però seran rics. Mac simpatitza a poc a poc amb els habitants i aprecia cada cop més els paisatges, posant així en qüestió la conveniència de la seva missió.

## Repartiment
- Burt Lancaster: Felix Harper
- Peter Riegert: Mac
- Fulton Mackay: Ben
- Denis Lawson: Urquhart
- Peter Capaldi

## Premis i nominacions

### Premis
- BAFTA al millor director per Bill Forsyth

### Nominacions
- BAFTA a la millor fotografia per Chris Menges
- BAFTA al millor muntatge per Michael Bradsell
- BAFTA a la millor pel·lícula
- BAFTA al millor guió original per Bill Forsyth
- BAFTA a la millor música per Mark Knopfler
- BAFTA al millor actor secundari per Burt Lancaster